# Hourt
Hourt est un village de la commune belge de Vielsalm située en Région wallonne dans la province de Luxembourg. Avant la fusion des communes de 1977, il faisait partie de la commune de Grand-Halleux.

## Le pouhon
Une source d'eau ferrugineuse se trouve à Hourt. En 1625, Christophe de Gernichamps écrivait que cette « fontaine acide et comme on dit vulgairement pouhon, de mesme naturel que celuy de Spa, en sorte que d'aucuns personnages d'auctorité l'ont à icelle préférée; ses effets sont de purger l'estomach, donner appétit, deschasser l'hydropisie, refroidir le foye, rompre la gravelle. »
« Pendant le séjour que notre Reine fait à Spa, elle s'est rendue, au commencement de la semaine dernière, au village du Grand- Halleux, dans la vallée de la Salm, pour y boire à la fontaine d'eau minérale qui se trouve au hameau de Hourt, et qui n'est guère en renom, jusqu'ici, que parmi les habitants de la localité, et les quelques touristes amateurs de la belle vallée en question. La Reine a fait le voyage dans le célèbre panier-carrosse, traîné par les quatre poneys qu'elle mène elle-même, et qui s'est engagé jusqu'au bord de la fontaine, dans le chemin creux assez difficile qui y conduit aujourd'hui. Pendant que la Reine buvait à la source, on dételait la voiture pour la retourner à bras d'hommes, le chemin étant trop étroit pour que l'évolution se fit autrement. On peut se figurer le concours de villageois que cette halte de la Reine avait attirés en un instant, sur la grand'route, à l'entrée du chemin creux. La Reine remonta en voiture, au milieu des acclamations de la foule qu'elle saluait gracieusement, et elle reprit, au galop de ses quatre poneys dont elle avait ressaisi les guides, la direction de Spa. On sait dans quel but et avec quel espoir notre Reine est, en ce moment, en pèlerinage aux eaux. Si, dans le cours de 1870, l'événement venait à justifier l'espoir, la fontaine du hameau de Hourt pourrait prendre pour devise la prédiction que faisait Horace à la fontaine de Blaudusie, et le village du Grand-Halleux ne tarderait pas à faire fortune. »

## Personnalités liées
- Guillaume-Joseph Arasse (né à Hourt le 4 octobre 1808 - mort à Bruxelles en octobre 1884), ingénieur en chef de la Compagnie du Grand-Luxembourg.
- Guillaume Lambert (né à Hourt le 6 avril 1818 - mort à Bruxelles le 23 février 1909), professeur à la Faculté des Sciences de l'université de Louvain, auteur de nombreuses publications.